# Ban-de-Sapt
Ban-de-Sapt település Franciaországban, Vosges megyében. Lakosainak száma 358 fő (2022. január 1.). Ban-de-Sapt Ménil-de-Senones, Moyenmoutier, Nayemont-les-Fosses, La Petite-Fosse, Saint-Dié-des-Vosges, Saint-Jean-d’Ormont, Châtas, Denipaire és La Grande-Fosse községekkel határos.

## Népesség
A település népességének változása:
| Lakosok száma | 345  | 351  | 360  | 348  | 349  | 350  | 351  | 357  | 358  |
|               | 2013 | 2015 | 2016 | 2017 | 2018 | 2019 | 2020 | 2021 | 2022 |